# Бересфорд, Генри, 9-й маркиз Уотерфорд
Генри Николас де ла Поэр Бересфорд, 9-й маркиз Уотерфорд (англ. Henry Nicholas de la Poer Beresford, 9th Marquess of Waterford; род. 23 марта 1958 года) — англо-ирландский пэр. С 1958 по 2015 год он носил титул учтивости — лорд Тирон.

## Биография
Родился 23 марта 1958 года. Старший сын Джона Бересфорда, 8-го маркиза Уотерфорда (1933—2015), и леди Кэролайн Олейн Джеральдин Уиндем-Куин (род. 1936), дочери 6-го графа Данрейвена и Маунт-Эрла. Получил образование в школе Хэрроу.
В феврале 2015 года после смерти своего отца Генри Николас де ла Поэр Бересфорд унаследовал титул 9-го маркиза Уотерфорда и родовые поместья в Каррагморе, графство Уотерфорд.
До наследования маркиза он носил титул учтивости — граф Тирон, а также управлял фермами, конюшнями и командами по поло в Великобритании.

## Семья
В 1986 году лорд Уотерфорд, тогда известный как лорд Тирон, женился на Аманде Томпсон, дочери Нормана Томпсона. У лорда и леди Уотерфорд трое детей:
- Ричард Джон де ла Пер Бересфорд, граф Тирон (род. 19 августа 1987), известный как Ричард ле Поэр или Ричард Тирон[5]. В 2017 году он женился на докторе Флоре Ричардсон, внучка сэра Майкла Ричардсона, от брака с которой у него есть одна дочь.
- Лорд Маркус Патрик де ла Поэр Бересфорд (род. 1990)
- Леди Камилла Джульетта де ла Поэр Бересфорд (род. 25 июля 1995).

## Титулатура
- 9-й маркиз Уотерфорд (с 12 февраля 2015)
- 10-й граф Тирон (с 12 февраля 2015)
- 10-й виконт Тирон (с 12 февраля 2015)
- 9-й барон Тирон из Хаверфордуэста, Пембрукшир (с 12 февраля 2015)
- 10-й барон Бересфорд из Бересфорда, графство Каван (с 12 февраля 2015)
- 13-й баронет Бересфорд из Колрейна, графство Лондондерри (с 12 февраля 2015)